# Dendrobium tentaculatum
Dendrobium tentaculatum är en orkidéart som beskrevs av Rudolf Schlechter. Dendrobium tentaculatum ingår i släktet Dendrobium, och familjen orkidéer. Inga underarter finns listade i Catalogue of Life.